# Комета Хякутаке
Комета Хякутаке (тимчасове позначення C/1996 B2) — довгоперіодична комета, яку відкрив 30 січня 1996 року японський астроном-аматор Юдзі Хякутаке. У березні 1996 року комета пройшла порівняно близько від Землі (її підхід був одним із максимальних зближень комет із Землею за останні 200 років). Комета була дуже яскравою і її легко можна було побачити неозброєним оком у нічному небі, завдяки чому отримала назву «Велика комета 1996». На деякий час комета Хякутаке затьмарила комету Гейла — Боппа, яка тоді наближалася до внутрішньої області Сонячної системи.
Спостереження за кометою Хякутаке призвело до кількох наукових відкриттів. Найбільше вчених здивувало виявлене вперше рентгенівське випромінювання комети, викликане, ймовірно, взаємодією іонізованого сонячного вітру з нейтральними атомами в комі комети. Крім того, космічний апарат «Улісс» несподівано для всіх перетнув хвіст комети Хякутаке на відстані понад 500 млн км від ядра.
До останнього проходу комети Хякутаке через Сонячну систему її орбітальний період дорівнював 17000 років, але після взаємодії з гравітаційним полем планет-гігантів він збільшився до 70 000 років або й більше.

## Хронологія

### Відкриття
Комету відкрив 30 січня 1996 року японський астроном-аматор Юдзі Хякутаке. До того моменту він уже кілька років займався пошуком комет, що багато в чому визначило його переїзд до префектури Каґосіма заради темнішого неба сільських районів. Місцем його звичайних спостережень була гора приблизно за 15 км від його будинку. Для огляду зоряного неба він використовував потужний ширококутний астрономічний бінокль з 6 — дюймовими об'єктивами (150 мм) Fujinon 25x150 MT-SX, встановлений на монтуванні.
Ця комета стала другою, яку відкрив Хякутаке. Першу,C/1995 Y1 він відкрив 26 грудня 1995 року, проте потім та не досягла великої яскравості: спостерігати її можна було лише в телескоп. П'ять тижнів по тому, спостерігаючи за C/1995 Y1 і навколишнім простором, він помітив ще одну комету, всього за 4° від тієї ділянки неба, де раніше виявив першу. Згадуючи про свій стан у момент виявлення нової комети, Хякутаке писав:

Чесно кажучи, я був трохи розгублений. Моя реакція була дещо важкою для розуміння, оскільки спочатку я мав намір поїхати [на своє звичайне місце], щоб зробити знімок першої комети. Другу комету я знайшов у тому ж місці, що й першу, поруч з сузір'ями Терезів і Гідри.
Оригінальний текст (англ.)
Actually, I was feeling a bit confused. My reaction was somewhat complicated, since I had originally intended to go to the viewing spot to take a picture of my first comet. I found the second comet in the same area as the first one, near the constellations of Libra and Hydra. 

Насилу вірячи у свою удачу, Хякутаке повідомив про відкриття в Національну астрономічну обсерваторію Японії. У той же день відкриття підтвердили незалежні спостерігачі. У момент виявлення комета перебувала на відстані приблизно 2  а. е. від Сонця, маючи видиму зоряну величину 11,0 m і кутовим діаметром 2,5-3 хвилини. Вже після відкриття комети її знайшли на знімку, зробленому 1 січня 1996 року (тобто до того, як її відкрили), коли вона перебувала на відстані 2,4 а. е. від Землі і мала блиск 13,3m.
Перші розрахунки орбіти комети, які виконав керівник Центрального бюро астрономічних телеграм Браян Марсден 3 лютого, показали, що 25 березня 1996 комета пройде приблизно на відстані 0,1 а. о. від Землі. Для комет це дуже мала відстань: в минулому столітті лише чотири «хвостаті мандрівниці» проходили ближче: С/1983 H1 (IRAS — Аракі — Алкока), 7P/Понса — Віннеке, 73P/Швассмана — Вахмана і C/1983 J1 (Сугано — Сайгуси — Фудзікави).
На початок 1996 року яскраві комети не з'являлися майже 20 років: останньою «Великою» була комета Веста (C/1975 V1). З середини 1995 року астрономи вже очікували на появу іншої комети, C/1995 O1 (Хейла — Боппа), якій передрікали, що вона порушить цей довгий «безкометний» період у 1997 році. Відкриття комети Хякутаке дало підставу припускати, що вона випередить Хейла — Боппа і стане наступною в низці яскравих комет, якщо тільки її активність збережеться.
Комети, що вперше прилітають в нашу систему з хмари Оорта, нерідко спочатку яскраво «спалахують», але потім їх блиск спадає, як тільки випаровується їхній верхній шар летких речовин. Так, наприклад, сталося з кометою Когоутека в 1973 році: спочатку вважали, що вона буде дуже яскравою, але комета не виправдала прогнозів, досягнувши лише помірних показників. Вже від самого початку розрахунки орбіти показували, що комета Хякутаке — не «нова», а довгоперіодична: востаннє вона була в Сонячній системі приблизно 17000 років тому, причому вона наближалася до Сонця не один раз. Ці дані вказували на те, що яскравість C/1996 B2 не зазнаватиме різких змін, і що поява комети буде дуже пам'ятною подією.

### Прохід комети повз Землю

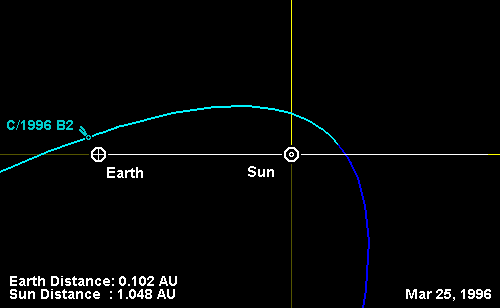
Орбіта комети Хякутаке при її наближенні до Землі.

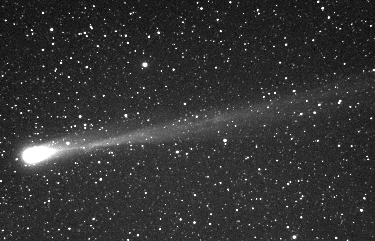
Комета у вечірньому небі при її максимальному наближенні до Землі 25 березня 1996 року.

До середини лютого комета досягла яскравості 8,5m, і її стало можливим спостерігати в невеликі біноклі, а до кінця лютого — вже побачити неозброєним оком. До середини березня вона все ще була не надто помітною, досягнувши лише 4-й зоряної величини і маючи хвіст завдовжки 5°. Однак чим ближче комета підходила до Землі, тим швидше зростали її яскравість, діаметр коми і довжина хвоста. Так, якщо 13 березня кутовий діаметр коми C/1996 B2 оцінювався у 20 хвилин, то 19 березня він перевищив 1°, що вдвічі більше, ніж видимий діаметр Місяця. До 24 березня комета стала одним з найяскравіших об'єктів нічного неба, а довжина її хвоста була вже 35°. Комета мала примітний синювато-зелений колір.
25 березня комета Хякутаке максимально наблизилася до Землі (0,1018 а. о. = 15,2 млн км). Комета рухалася настільки швидко (близько 50 км/с), що її рух можна було помітити всього за кілька хвилин спостереження зоряного неба; за 30 хвилин вона покривала відстань, яка дорівнювала повному діаметру Місяця (0,5°). Спостерігачі повідомляли, що її яскравість дорівнює 0-й зоряній величині, а довжина хвоста виросла до 80° (абсолютний рекорд відомого розміру хвоста комети). Її кома, що перебувала тоді майже в зеніті для спостерігачів середніх північних широт, досягала приблизно 1,5-2° у діаметрі (тобто приблизно 3-4 повних діаметра Місяця). Навіть неозброєним оком можна було легко побачити, що голова комети має зеленуватий колір (наслідок сильної емісії двохатомного вуглецю C2).
Під час проходження комети поруч із Землею жителі північної півкулі мали змогу спостерігати її всю ніч, оскільки через свій великий нахил видима траєкторія комети Хякутаке пролягала по навколополярних сузір'ях. Такі умови спостереження для комет незвичні: найяскравіші комети XX століття доводилося спостерігати під час сутінок, а більшість інших комет відкриваються поблизу Сонця в так званій «зоні Еверхарт».
На відміну від інших «Великих» комет, зокрема, тієї ж комети Гейла — Боппа, поява якої відбулася наступного 1997 року, C/1996 B2 стала помітною саме завдяки своєму зближенню з Землею, а не через свої розміри, внаслідок цього вона була яскравою лише кілька днів. Крім того, в деяких країнах Європи (зокрема, Англії) через несприятливі погодні умови в березні 1996 її спостереження було сильно утруднене.

### Перигелій і шлях після нього

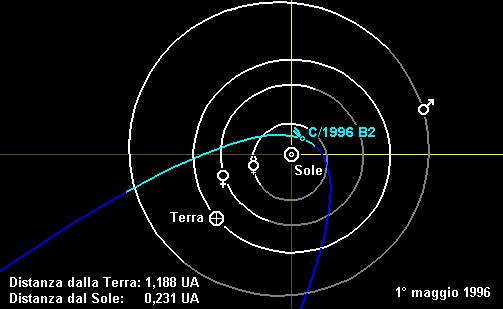
Орбіта комети при її наближенні до Сонця.

Після близького підходу до Землі блиск комети впав до 2-ї величини, і тримався біля цього значення поблизу перигелію (1 травня 1996 року), після чого продовжив спадати. На додачу до іонного хвоста, який можна було спостерігати раніше, у комети з'явився пиловий хвіст. Щоправда, тепер уже її близькість до Сонця ускладнювала спостереження. Вивчення комети під час проходження перигелію тривало за допомогою супутника SOHO, який в цей же час зареєстрував великий викид корональних мас. Відстань між кометою і Сонцем тоді становила 0,23 а. о..
Після проходження перигелію комета Хякутаке швидко втрачала яскравість, і до кінця травня стала недоступною неозброєному оку. Тепер комета перемістилася в південну півкулю, але таких широких досліджень, як раніше, вже не проводили. Останнє з відомих спостережень зроблено 2 листопада 1996 року.

## Наукові результати

### Орбіта
Орбіта комети Хякутаке має низку особливостей. Крім того, що траєкторія комети дозволила їй зблизитися з Землею, виявлено ще один незвичайний факт: площина орбіти комети має нахил 125°, тобто розташована майже перпендикулярно до площини екліптики. Цей факт, а також довгий період комети вказують на те, що вона утворилася в хмарі Оорта, а не в поясі Койпера.
Початковий період обертання комети навколо Сонця за оцінками становив 17 000 років, але в 1996 році на орбіту комети сильно вплинула гравітація планет-гігантів, і нині час повернення комети оцінюють від 70 000 до 110000 років. При цьому точка максимального віддалення від Сонця (афелій) розташована за 4560 а. о. (або 0,072 св. р.).

### Прохід космічного апарата через хвіст комети

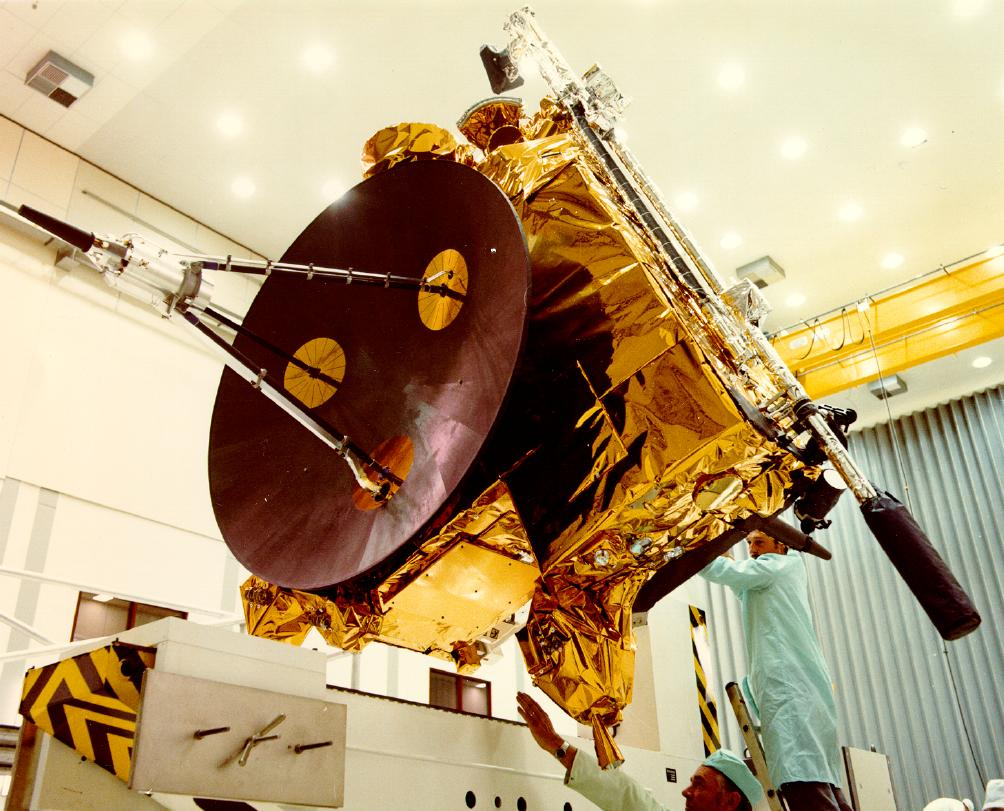
Космічний апарат «Улісс», який перетнув хвіст комети 1 травня 1996 року

1 травня 1996 року сталася подія, яку не передбачали вчені: дослідницький апарат «Улісс» пройшов через хвіст комети Хякутаке. Тоді він перебував на відстані 3,73 а. о. від Сонця, а кут нахилу до екліптики становив близько 45°. Свідоцтва про зустріч не були виявлені аж до 1998 року. Група астрономів, що вивчали архівні дані з Улісса, звернула увагу на різке підвищення рівня протонів, а також зміни сили і напряму магнітного поля навколо апарата під час польоту. Це означало, що Улісс перетнув слід якогось об'єкта, передбачали, що комети.
З'ясуванням, що це був за об'єкт, зайнялися 2000 року дві незалежні групи вчених. Група, що займається магнітними вимірами, виходила з того, що такі зміни магнітного поля схожі з явищами, які, як вважають, відбуваються в іонних хвостах комет. Не виявивши зареєстрованих комет поблизу Улісса, група розширила пошуки. Незабаром вона з'ясувала, що 23 квітня 1996 року Хякутаке перетнула орбітальну площину апарата, перебуваючи на відстані 500 млн км від нього. Під дією сонячного вітру зі швидкістю близько 750 км/с зміщення хвоста до точки зустрічі з апаратом зайняло б якраз 8 днів. На підставі даних Улісса було також встановлено, що джерело сліду перебувало в площині орбіти комети Хякутаке.
Водночас інша група, працюючи над даними з іонного спектрометра Улісса, встановила різкий стрибок рівня іонів. Відносно високий вміст хімічних елементів означав, що джерело точно було кометою. Завдяки зустрічі з Уліссом було встановлено, що довжина хвоста цієї комети становила, принаймні, 570 млн км (3,8 а. о.). Це майже вдвічі більше, ніж попередній рекорд у 2 а. о., що належить хвосту Великої комети 1843 року.

### Склад
Зроблені з Землі спостереження виявили наявність різних сполук вуглеводнів, азоту і сірки, зокрема, ціаністого (HCN) та ізоціаністого (HNC) водню, H13CN, ізоціанової кислоти (HNCO), чадного газу (CO), метилового спирту (CH3OH), формальдегіду (H2CO), моносульфіду вуглецю (CS), сірководню (H2S). Вперше для комет були виявлені органічні гази — етан (C2H6) і метан (CH4). Хімічний аналіз показав, що відносний вміст останніх був приблизно рівним. Це вказує на те, що комета народилася в міжзоряному просторі далеко від Сонця, випромінювання якого випарувало б ці леткі сполуки. Крижані маси комети Хякутаке, напевно, сформувалися при температурі 20 К або менше. Найімовірніше, «рідне» для комети середовище було щільніше, ніж звичайна міжзоряна хмара.
Спектроскопічними методами визначено вміст у кризі комети дейтерію. Виявлено, що відношення D/H (дейтерію до водню) дорівнює приблизно 3,0× 10-4, тоді як в океанах на Землі воно становить лише 1,6× 10-4. Існує теорія, згідно з якою основним джерелом води на Землі були комети, що на неї впали, але наведене вище відношення D/H, виявлене в кометах Хякутаке, Гейла — Боппа і Галлея, дає підстави сумніватися в ній.

### Рентгенівське випромінювання

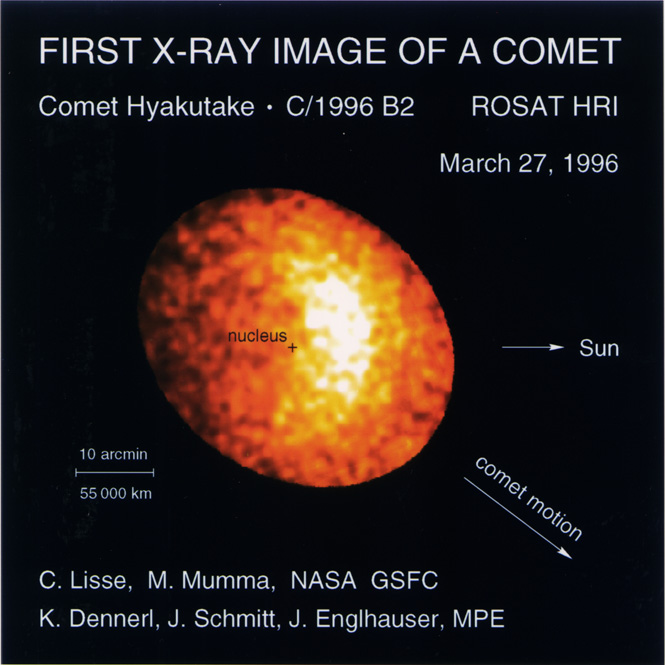
Рентгенівське випромінювання комети Хякутаке, за даними апарата ROSAT.

Однією з найбільших несподіванок, які принесла комета Хякутаке, було дуже сильне рентгенівське випромінювання. Його зафіксував апарат ROSAT 27 березня 1996 року. Таке випромінювання в комет виявлено вперше, проте незабаром астрономи переконалися, що його має майже кожна комета. Найсильніше випромінювання виходило з голови комети від «сонячної» сторони.
Передбачають, що причиною подібного явища слугує комбінація двох процесів. Велику роль відіграє взаємодія між зарядженими частинками сонячного вітру і речовиною, що випаровується з ядра комети. Хоча в інших космічних об'єктів (наприклад, у Місяця) і було відмічено явище відбиття сонячних рентгенівських променів, прості розрахунки показують, що, навіть за умови найвищого коефіцієнту відбиття в молекул або частинок пилу, неможливо пояснити настільки сильне випромінювання, тоді як «атмосфера» комети Хякутаке досить тонка і розріджена. Спостереження комети C/1999 S4 (LINEAR) за допомогою орбітальної рентгенівської обсерваторії «Чандра» у 2000 році дозволили встановити, що основною причиною рентгенівського випромінювання був обмін зарядами при зіткненні високоактивних іонів оксиду вуглецю і азоту в сонячному вітрі з нейтральними молекулами води, кисню і водню в комі.

### Ядро комети і його активність

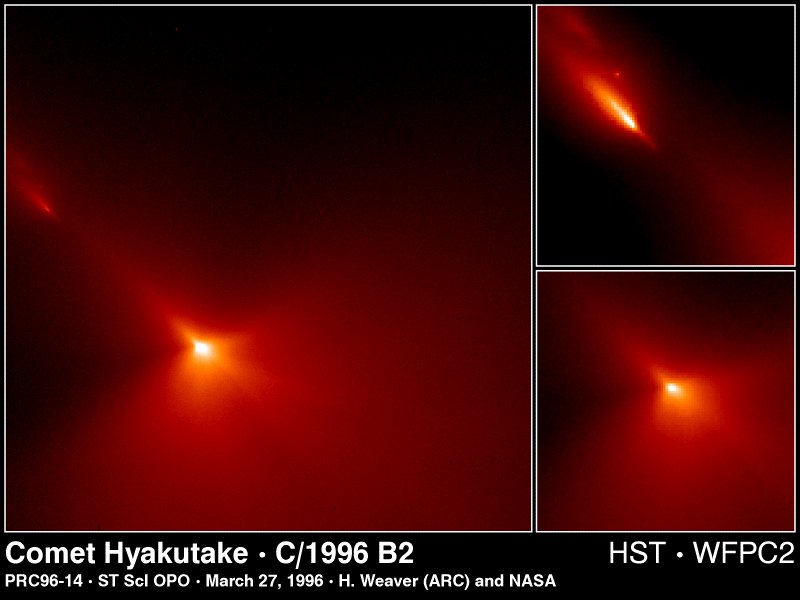
Область біля ядра комети Хякутаке, телескоп «Хаббл». Видно відділення деяких фрагментів.

Радіолокаційні спостереження в обсерваторії Аресібо показали, що ядро комети Хякутаке становило близько 2 км в поперечнику і було оточене «роєм» частинок розміром з гальку, що викидаються зі швидкістю кілька метрів за секунду. Ці виміри підтверджувалися висновками, зробленими на підставі інфрачервоних і радіоспостережень.
Малий розмір ядра (для порівняння, ядро комети Галлея має близько 15 км у поперечнику, комети Хейла — Боппа — близько 40 км) при великій яскравості самої комети означає, що ядро має бути дуже активним. Більшість комет виділяють речовину лише на певних ділянках своїй поверхні, але схоже, що в комети Хякутаке був активний весь (або майже весь) поверхневий шар. На початку березня швидкість виділення пилу дорівнювала 2 т/с, а при наближенні комети до перигелію збільшилася в 150 разів. Водночас швидкість самого викиду збільшилася з 50 м/с до 500 м/с.
Спостереження за викидом речовини дозволили астрономам встановити швидкість обертання ядра комети. Було відзначено, що, проходячи повз Землю, комета викидала велику масу речовини з періодом 6,23 години. Схоже, але менше виверження, яке відбувалося з тією ж частотою, підтвердило, що це і був період обертання ядра комети.

## Спадщина комети

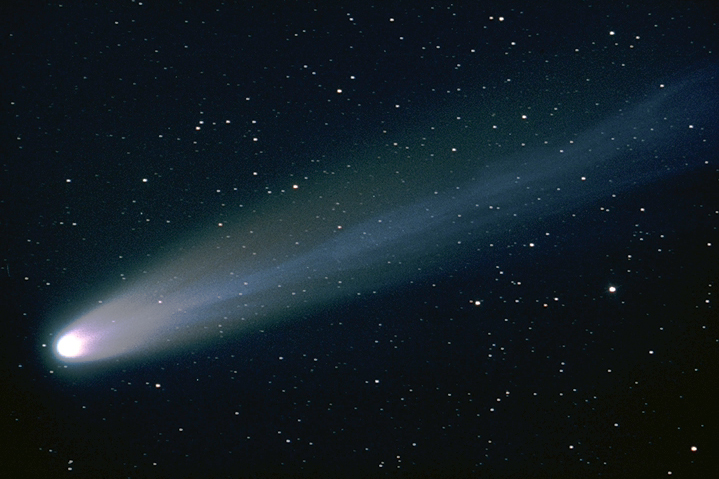
Комета Хякутаке — знімок з Обсерваторії Ноймюнстера.

Після того, як стало ясно, що Хякутаке пройде близько від Землі, в деяких таблоїдах з'явилися повідомлення про те, що комета насправді вріжеться в Землю. Видання «Weekly World News» назвало відкриту комету «кометою Судного дня», переплутавши, втім, майже всі подробиці її виявлення. Тим не менш, реакція мас на Хякутаке все ж була більш спокійною, ніж на ту ж Хейла — Боппа роком пізніше.
Про комету Хякутаке згадано в деяких художніх фільмах. Головна героїня мелодрами 2002 року «Пам'ятна прогулянка» (англ. A Walk to Remember), яку зняв Адам Шенкман, збиралася зібрати телескоп, щоб побачити цю комету, це бажання виконує її молодий чоловік ближче до кінця фільму. В одній зі сцен фільму «Ураган» Леонардо П'єраччоні члени сім'ї Кваріні шукають комету на небі.
Комету не обійшли увагою і астрологи. Наприклад, про неї згадує Павло Глоба у своїй книзі «Вчення древніх аріїв», де присвячує їй главу під назвою «Комета Спасителя».
1997 року студія Cyanogen Productions зняла про комету Хякутаке документальний фільм «Comet Odyssey: Comet Hyakutake Brought to Life with Time Lapse Movies».